# Alžirska A' nogometna reprezentacija
Alžirska A' nogometna reprezentacija (ar.  منتخب الجزائر لكرة القدم للمحليين‎), izabrana je reprezentativna nogometna reprezentacija Alžira otvorena samo igračima koji se natječu u alžirskom prvenstvu. Reprezentacija djeluje pod krovom Alžirskog nogometnog saveza (fr. Fédération Algérienne de Football). 
Nadimak ove reprezentacije je pustinjske lisice (ar. الأفنــاك ).
Članica je CAF-a, Afričke nogometne konfederacije. Nosi Fifin kod - ALG. Službeni domaći stadion je Stade OPOW Koléa u Koléi. Predstavlja Alžir na Afričkom kupu nacija od 2009. godine, a dotad ga je predstavljala alžirska reprezentacija sastavljena od igrača koji igraju u Alžiru i inozemstvu. Na završni turnir 2009. nije se plasirala, 2011. bili su četvrti, 2014. povukli su se s natjecanja, 2016. su diskvalificirani.
Sadašnji izbornik je Ali Fergani, a kapetan Abdelkader Laïfaoui. Najviše nastupa za A' reprezentaciju skupio je Hocine Metref (13), a najbolji strijelac je Youcef Ghazali (4).
Do danas je imala četiri izbornika. Godine 2008. vodio ih je Mustapha Heddane uz učinak od dvije neriješene utakmice. 2009. – 2011. vodio ih je Abdelhak Benchikha uz učinak od 6 pobjeda, 3 neriješene i 1 poraz. 2010. godine izbornik je bio Mohamed Chaib uz učinak 1-1-0. Chaib je u te dvije prijateljske utakmice protiv Malija vodio Alžir, dok je prethodni izbornik Benchikha tada vodio A reprezentaciju. Godine 2011. Ali Fergani preuzeo je A'.

## Vanjske poveznice
- Alžirski nogometni savez  Arhivirana inačica izvorne stranice od 4. srpnja 2009. (Wayback Machine)
- DZFoot